# Aulacus ochreus
Aulacus ochreus är en stekelart som beskrevs av Smith 2005. Aulacus ochreus ingår i släktet Aulacus och familjen vedlarvsteklar. Inga underarter finns listade.